# Liste der Baudenkmale in Behren-Lübchin
In der Liste der Baudenkmale in Behren-Lübchin sind alle denkmalgeschützten Bauten der Gemeinde Behren-Lübchin (Mecklenburg-Vorpommern) und ihrer Ortsteile aufgelistet (Stand 10. Februar 2021). 

## Legende
In den Spalten befinden sich folgende Informationen:
- ID-Nr: Die Nummer wird von den Denkmalämtern der Landkreise vergeben. Wenn sie nicht bekannt ist, bleibt die Spalte leer. In dieser Spalte kann sich zusätzlich das Wort Wikidata befinden, der entsprechende Link führt zu Angaben zu diesem Denkmal bei Wikidata.
- Lage: die Adresse des Denkmales und die geographischen Koordinaten.
Link zu einem Kartenansichtstool, um Koordinaten zu setzen. In der Kartenansicht sind Denkmale ohne Koordinaten mit einem roten bzw. orangen Marker dargestellt und können in der Karte gesetzt werden. Denkmale ohne Bild sind mit einem blauen bzw. roten Marker gekennzeichnet, Denkmale mit Bild mit einem grünen bzw. orangen Marker.
- Bezeichnung: Bezeichnung, so wie sie in den offiziellen Listen der Denkmalämter steht. Ein Link hinter der Bezeichnung führt zum Wikipedia-Artikel über das Denkmal. Wenn die Bezeichnung der Denkmalämter inhaltlich fehlerhaft ist, ist in der Spalte „Beschreibung“ darauf hinzuweisen.
- Beschreibung: Beschreibung des Denkmales
- Bild: ein Bild des Denkmales und gegebenenfalls einen Link zu weiteren Fotos des Denkmals im Medienarchiv Wikimedia Commons

## Baudenkmale nach Ortsteilen

### Behren-Lübchin
| ID   | Lage                  | Bezeichnung                                                    | Beschreibung | Bild   |
| ---- | --------------------- | -------------------------------------------------------------- | --- | ------ |
| 0546 | Dorfstraße 11 (Karte) | Gutshaus                                                       | 1-gesch. Bau mit 2-gesch. Zwerchgiebel von um 1920. |        |
| 0547 | Dorfstraße 38 (Karte) | Pfarrhaus                                                      | |        |
| 0548 | Dorfstraße            | Speicher                                                       | |        |
| 0549 | (Karte)               | Friedhof, Einfriedung, Tor, Leichenhalle, Mausoleum und Statue | |        |
| 0550 | (Karte)               | Kirche                                                         | Spätromanische, teils frühgotische Feldsteinkirche vom 13. Jahrhundert; Chor mit halbrunder, außen dreiseitiger Apsis; späterer, wuchtiger, quadr. Westturm mit achteckigem Obergeschoss und geschwungener Haube mit Laterne (Welsche Haube); Sakristei von 1780; Reste der Außenbemalung im Tympanon erhalten; eine Glocke von 1435; Innen: spitzbogiger Triumphbogen zum Chor, Altaraufsatz von 1712 mit geschnitzter Kreuzigungsgruppe, neogotisierte Kanzel vom 19. Jh., Westempore mit Lütkemüller-Orgel von 1863. | Kirche |

### Alt Quitzenow
| ID   | Lage                       | Bezeichnung                                                      | Beschreibung                                                              | Bild                                                             |
| ---- | -------------------------- | ---------------------------------------------------------------- | ------------------------------------------------------------------------- | ---------------------------------------------------------------- |
| 0523 | Alt Quitznow 6/7/8 (Karte) | Gutsanlage, mit Gutshaus, Park, Eiskeller, Wohnhaus mit Schmiede | Zweigeschossiger Backsteinbau von 1842 mit klassizistischem Säulenvorbau. | Gutsanlage, mit Gutshaus, Park, Eiskeller, Wohnhaus mit Schmiede |

### Bobbin
| ID   | Lage                                                   | Bezeichnung                                                        | Beschreibung | Bild                                                               |
| ---- | ------------------------------------------------------ | ------------------------------------------------------------------ | --- | ------------------------------------------------------------------ |
| 0556 | Friedhof                                               | Erbbegräbnis                                                       | |                                                                    |
| 0557 | Bobbin 44/45, Straße zum Gutshaus, Am Speicher (Karte) | Gutsanlage mit Gutshaus, Park, einem Torpfeiler und einem Speicher | Das Gut gehörte neben anderen der Familien von Hobe und von Blücher. Es ist ein zweigeschossiger klassizistischer Putzbau, erbaut nach 1908, mit Mittelrisalit und Krüppelwalm. Nach 1945 war das Gutshaus ein Wohnhaus. Der Landschaftspark ist zersiedelt. | Gutsanlage mit Gutshaus, Park, einem Torpfeiler und einem Speicher |

### Duckwitz
| ID   | Lage    | Bezeichnung                                                              | Beschreibung | Bild |
| ---- | ------- | ------------------------------------------------------------------------ | --- | ---- |
| 0595 | (Karte) | Gutsanlage mit Gutshaus, Park, Marstall, Scheune und Transformatorenhaus | Zweigeschossiger Putzbau mit Walmdach von 1915; 1997 saniert u. a. für Büros, Wohnungen und Ferienwohnungen (Marstall). Gut u. a. der Familien von Moltke, von Bassewitz, Carl Döhn, Leopold Troll und Werner Eckstein. |      |

### Groß Nieköhr
| ID   | Lage                        | Bezeichnung                                   | Beschreibung | Bild |
| ---- | --------------------------- | --------------------------------------------- | --- | ---- |
| 0751 | Groß Nieköhr 3/8/41 (Karte) | Gutsanlage mit Gutshaus, Marstall und Scheune | Eingeschossiger Putzbau mit Zwerchgiebel von um 1906 von der Familie Bockhahn erbaut; heute Kindergarten und Gemeinderaum; offener Landschaftsgarten erhalten. |      |

### Klein Nieköhr
| ID   | Lage                                   | Bezeichnung | Beschreibung | Bild |
| ---- | -------------------------------------- | ----------- | ------------ | ---- |
| 0798 | Dorfstraße 13 (Karte)                  | Stall       |              |      |
| 0799 | zwischen Gnoien und Abzweigung Nieköhr | Meilenstein |              |      |

### Samow
| ID   | Lage                  | Bezeichnung | Beschreibung | Bild |
| ---- | --------------------- | --- | --- | --- |
| 0891 | Dorfstraße 28 (Karte) | Wohnhaus | | |
| 0892 | Samow 14/17 (Karte)   | Gutsanlage mit Gutshaus, Park, Landarbeiterhaus, Taubenhaus, Stall (südlich vor dem Gutshaus, traufständig zum Hof) | Urspr. von 1658; sanierter, klassizistischer, 2-gesch., 11-achsiger Umbau von um 1810 als Putzbau, heute Ferienwohnungen und Hofrestaurant in einem Landschaftspark; Alte Stellmacherei als 1-gesch. Fachwerkbau. | Gutsanlage mit Gutshaus, Park, Landarbeiterhaus, Taubenhaus, Stall (südlich vor dem Gutshaus, traufständig zum Hof) |

### Viecheln
| ID   | Lage                       | Bezeichnung                                                                                      | Beschreibung | Bild                                                                                             |
| ---- | -------------------------- | ------------------------------------------------------------------------------------------------ | --- | ------------------------------------------------------------------------------------------------ |
| 1154 | Schloßstraße 3/5/7 (Karte) | Gutsanlage, mit Gutshaus, Park und zwei Wirtschaftsgebäuden (Remise, Kutschstall, Geflügelstall) | Sanierter, 2-gesch., 9-achs. Putzbau im Tudorstil von 1868 mit Mezzanin- und Sockelgeschoss sowie 5-gesch. Turm nach Plänen von Heinrich Thormann für Georg Blohm und seinen Sohn Wilhelm Blohm | Gutsanlage, mit Gutshaus, Park und zwei Wirtschaftsgebäuden (Remise, Kutschstall, Geflügelstall) |

### Wasdow
| ID   | Lage                       | Bezeichnung                                                                            | Beschreibung | Bild                                                                                   |
| ---- | -------------------------- | -------------------------------------------------------------------------------------- | --- | -------------------------------------------------------------------------------------- |
| 1169 | Wasdow 55 (Karte)          | Fangelturm                                                                             | Ruinenrest der ehem. Burganlage auf dem Gutsgelände | Fangelturm                                                                             |
| 1170 | Wasdow (Karte)             | Friedhof mit Mausoleum und Kriegerdenkmal 1914/1918                                    | |                                                                                        |
| 1171 | Wasdow 49/55/61/62 (Karte) | Gutsanlage mit Gutshaus (Nr. 55), Marstall (Nr. 61), Wohnhaus (Nr. 62), Stall (Nr. 49) | 1-gesch., 11-achs. Putzbau von 1911 mit Mansarddach und 2-gesch. Mittelrisalit an der Stelle einer Burg mit Bergfried (Reste erh.) | Gutsanlage mit Gutshaus (Nr. 55), Marstall (Nr. 61), Wohnhaus (Nr. 62), Stall (Nr. 49) |
| 1172 | (Karte)                    | Kirche mit Glockenstuhl, Friedhofsmauer, Friedhofstor und Leichenhalle                 | Fachwerkkirche von 1754 mit Backsteinausfachungen, dreiseitigem Chorabschluss und neugotischer massiver Westwand mit Fialen und mit gelben und roten Klinker verblendet; Innen: spätgotischer Flügelaltar mit Mondsichelmadonna, kleine Lütkemüller-Orgel.    | Kirche mit Glockenstuhl, Friedhofsmauer, Friedhofstor und Leichenhalle                 |
| 1173 | Wasdow 44 (Karte)          | Pfarrhaus                                                                              | |                                                                                        |
| 1174 | Wasdow 63 (Karte)          | Mühle                                                                                  | Wassermühle von 1880 des Lehnguts Wasdow; 1-gesch. Müllerhaus aus gelben Backstein mit 2-gesch. Zwerchgiebel und daneben 2-gesch. Mühlenhaus von 1920; die Vorgängermühle war im 14. Jahrhundert für die Burg als Verteidigungsanlage und als Mühle existent. | Mühle                                                                                  |

## Ehemalige Baudenkmäler

### Bobbin
| ID | Lage    | Bezeichnung      | Beschreibung                     | Bild             |
| -- | ------- | ---------------- | -------------------------------- | ---------------- |
|    | (Karte) | Friedhofskapelle | Klassizistische Friedhofskapelle | Friedhofskapelle |

## Quelle
Denkmalliste des Landkreises Rostock A ‐ Z (Stand: 10. Februar 2021; PDF, 497 KB)